# 圣米里蒙泰蒙
圣米里蒙泰蒙（法語：Saint-Mury-Monteymond，法語發音：[sɛ̃ myʁi mɔ̃temɔ̃]）是法国伊泽尔省的一个市镇，属于格勒诺布尔区。

## 地理
圣米里蒙泰蒙（45°13'21"N, 5°55'37"E）面积11.09 平方千米，位于法国奥弗涅-罗讷-阿尔卑斯大区伊泽尔省，该省份为法国东南部内陆省份，北起顺时针与安省、萨瓦省、上阿尔卑斯省、德龙省、阿尔代什省、卢瓦尔省和罗讷省。
与圣米里蒙泰蒙接壤的市镇（或旧市镇、城区）包括：拉孔布德朗塞、圣阿涅丝。

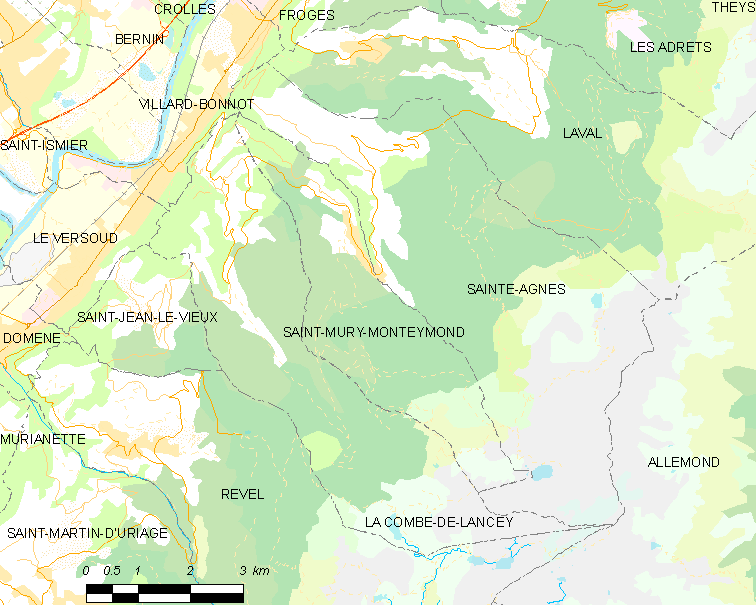
圣米里蒙泰蒙的OSM定位图

圣米里蒙泰蒙的时区为UTC+01:00、UTC+02:00（夏令时）。

## 行政
圣米里蒙泰蒙的邮政编码为38190，INSEE市镇编码为38430。

## 政治
圣米里蒙泰蒙所属的省级选区为中格雷西沃当县。

## 人口

1962-2008年间圣米里蒙泰蒙人口变化图示

圣米里蒙泰蒙于2022年1月1日时的人口数量为335人。